# Gigi in Paradisco
Albums de Dalida
Dédié à toi
(1979) Été 80
(1980)
Singles de Dalida
Il faut danser reggae Rio do Brasil
Gigi in Paradisco est un album de Dalida sorti le 23 juin 1980, d'où est extraite la chanson du même nom, qui fait suite au succès Gigi l'amoroso paru six ans auparavant. Le single se vendra correctement sans pour autant réitérer le succès de Gigi l'amoroso.
Sur scène, Dalida clôt la première partie de son spectacle du Palais des sports de Paris en mettant en scène les deux chansons dans une fresque de près d'un quart d'heure. Elle apparaît alors sur scène dans un justaucorps couleur chair rehaussé de paillettes et de sequins dorés laissant présager d'une nudité presque totale. Par la suite, et ce jusqu'à son dernier récital donné en avril 1987 à Antalya, Dalida clôturera ses spectacles avec cette chanson.
Cet album sera distribué sous différents labels dans cinq pays (France, Allemagne, Grèce, Turquie et Canada).

## Face A
1. Gigi in Paradisco (version intégrale de 13 minutes)
2. Comme disait Mistinguett

## Face B
1. Alabama song
2. Il faut danser reggae
3. Money money
4. Je suis toutes les femmes

## Singles
- Il faut danser reggae / Comme disait Mistinguett (1979)
- Gigi in Paradisco / Je suis toutes les femmes (1980) - La chanson est présentée dans son tempo disco dans une version de 3 min 59 s faisant l'impasse sur le couplet « Gigi visita toutes les planètes… ».
- Gigi in Paradiso / Gigi in Paradisco (1980) - Ce maxi présente les deux parties de la chanson pour une durée de 6 min 30 s sur chaque face.